# Павло IV Новий
Павло IV Новий — константинопольський патріарх з 780 по 784 рік. Вважається Православною церквою святим.

## Життєпис
В 780 році Царгородським патріархом після смерті Микити I став Павло IV Новий, що походив з грецького острова Саламіни. Після смерті імператора Льва IV, його дружина імператриця Ірина стала управителькою держави і сприяла патріарху Павлу у відновленні шанування святих ікон. Згодом він зрікся престолу і в 784 році пішов до монастиря. Аж до своєї смерті він заохочував єпископів Другого собору в Нікеї, щоб осудили іконоборчу єресь, що теж і сталося 787 року. 
Разом зі св. Павлом церква згадує в церковній богослужінні також двох інших Константинопольських патріархів, а саме Івана ІІІ і Александра.
Почитається як православними, так і греко-католиками.
- Пам'ять — 12 вересня (Олександра, Йоана, Павла, святих патріархів Царгорода).

## Джерело
- Рубрика Покуття. Календар і життя святих. (дозвіл отримано 9.01.2007)